# Okrajno sodišče v Kamniku
Okrajno sodišče v Kamniku je okrajno sodišče Republike Slovenije s sedežem v Kamniku, ki spada pod Okrožno sodišče v Ljubljani Višjega sodišča v Ljubljani. Trenutna predsednica (2007) je Stanislava Avbelj.